# 48-й Вирджинский пехотный полк
48-й Вирджинский пехотный полк (The 48th Virginia Volunteer Infantry Regiment) — пехотный полк, набранный в западных округах штата Вирджиния для армии Конфедерации во время Гражданской войны в США. Он сражался почти исключительно в составе Северовирджинской армии.

## Формирование
48-й вирджинский был сформирован в Биг-Спринг, около Абингдона, в сентябре 1861 года. Его роты были набраны в округах Скотт, Вашингтон, Смит, Ли и Рассел. Командирами полка по рекомендации губернатора стали два выпускника Вирджинского военного института: Джон Артур Кэмпбелл полковником, а Томас Стюарт Гарнетт — подполковником.

## Боевой путь
Полк сражался под знамёнами Томаса Джексона в долине Шенандоа, где числился в дивизии Джексона. Полковник Кэмпбелл принял командование бригадой после ранения её командира, полковника Бёркса, но был ранен в первом сражении при Винчестере, и бригаду возглавил полковник Джон Паттон.
8 июня полк был задействован в сражении при Кросс-Кейс. Бригада пришла на поле боя к концу сражения, а 48-й первым вышел на позицию. Генерал Юэлл приказал тем ротам полка, что имели на вооружении винтовки, развернуться в стрелковую цепь и затормозить наступление федеральной бригады Шенка.
При Кросс-Кейс и при Порт-Репаблик полк потерял 17 человек.
16 октября 1862 года Кэмпбелл уволился из армии в знак протеста против присвоения звания бригадного генерала Джону Джонсу, который был младше его по званию. Командование перешло к подполковнику Томасу Гарнетту, а бригаду в итоге возглавил Джон Роберт Джонс.
Полк прошёл Семидневную битву и Северовирджинскую кампанию. В ходе последней, во время второго сражения при Булл-Ран, он попал под удар федеральной армии во время атаки корпуса Портера 30 августа и именно на участке полка федералы смогли прорвать оборону дивизии Джексона. Полк потерял в этом бою 24 человека.
Подполковником полка в 1862 году был Томас Стюарт Гарнетт, который временно командовал полком во время сражения у Кедровой горы, где полк потерял 62 человека.
Полковник Гарнетт отличился в сражении при Фредериксберге, за что был представлен к званию бригадного генерала. Полк в том сражении потерял 7 человек. В мае 1863 года бригада Джонса числилась в составе дивизии Колстона и участвовала во фланговой атаке Джексона. Гарнетт временно принял командование бригадой (сдав полк майору Оскару Уайту), когда Джон Джонс покинул поле боя по состоянию здоровья, и 3 мая получил смертельное ранение, так и не успев получить звание генерала. Место командира полка занял подполковник Роберт Дангэн. При Чанселорсвилле полк потерял 103 человека.
В конце мая 1863 года генерал Джон Роберт Джонс был отстранён от командования из-за неоднократных обвинений в трусости, и его бригаду передали Джону Маршаллу Джонсу.